# Armenier in Deutschland

Regionale Verteilung der armenischen Staatsbürger 2022

Armenier in Deutschland sind ethnische Armenier, die in der Bundesrepublik Deutschland leben.
Insgesamt leben Schätzungen zufolge 50.000 bis 80.000 Armenier in Deutschland, vor allem in Nordrhein-Westfalen zwischen den Städten Köln und Düsseldorf, in Hessen (hauptsächlich in Frankfurt am Main) und Hamburg. Eine starke armenische Gemeinde gibt es in Berlin (etwa 2.000 Personen) und München. Die größte armenische Gemeinde Deutschlands befindet sich mit über 5.000 Mitgliedern in Köln. Darüber hinaus könnte es in Deutschland Schätzungen zufolge bis zu 300.000 Kryptoarmenier geben. Die Armenier beherrschen neben ihrer Muttersprache Armenisch die deutsche Sprache zumeist sehr gut.

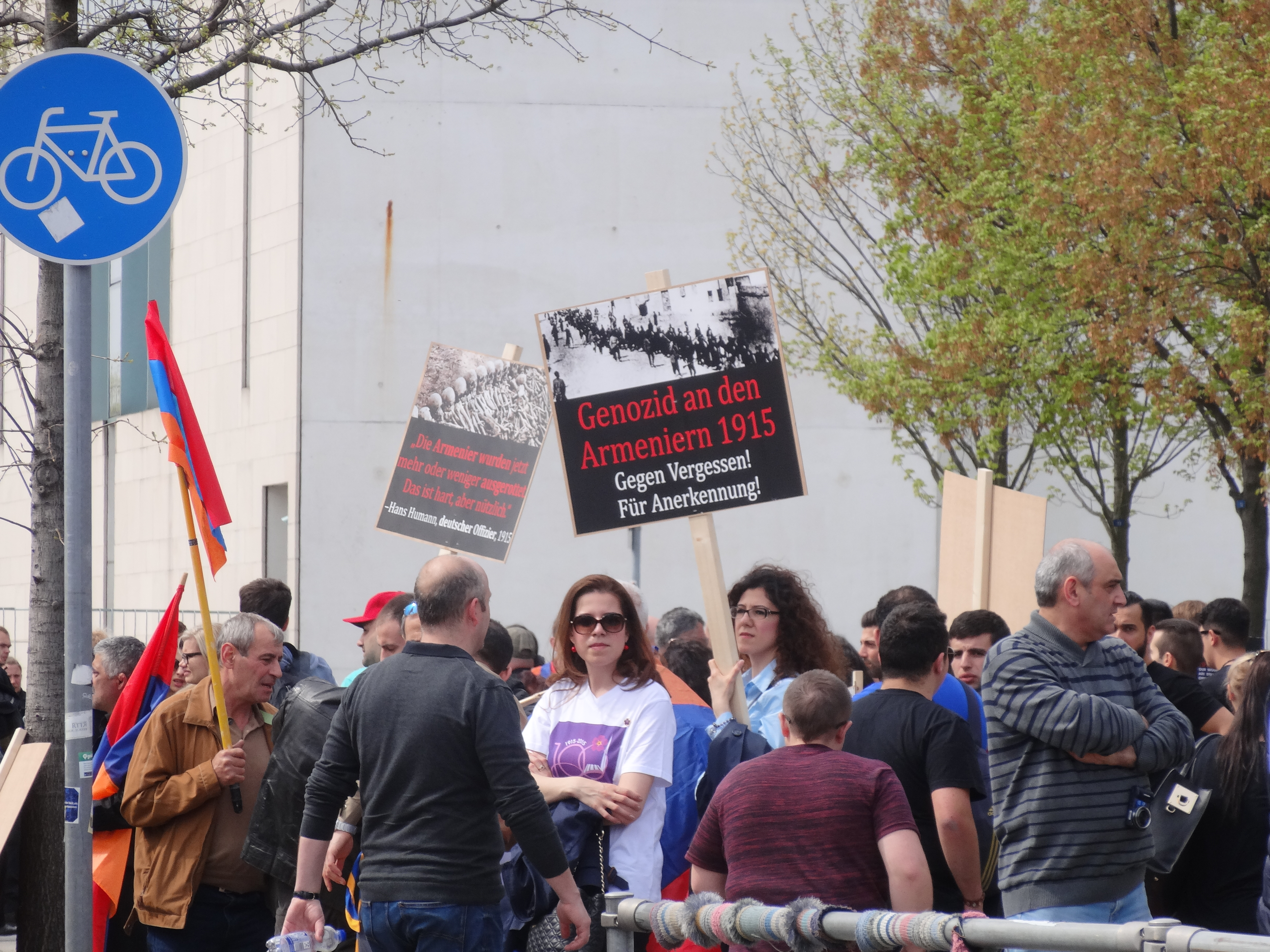
Armenier in Berlin protestieren am 100. Völkermordgedenktag für dessen Anerkennung durch Deutschland

## Einwanderung
Wie der größte Teil der Armenier in der Diaspora wanderten die meisten Armenier nach dem Völkermord an den Armeniern 1915/16 nach Deutschland ein. Andere kamen später, als sie vor Konflikten in Iran (Islamische Revolution), Aserbaidschan (Bergkarabachkonflikt) und dem Libanon (Libanesischer Bürgerkrieg) flohen. Einen zusätzlichen Migrationsschub bereitete die nationalistische Verfolgung von Armeniern in der Türkei. Nach dem Zweiten Weltkrieg flüchteten viele sowjetische Armenier, speziell ehemalige Kriegsgefangene, in die amerikanische Besatzungszone Deutschlands. Während einige nur zeitweise dort verblieben, siedelten sich andere an und bildeten eine Basis für spätere Asylsuchende, etwa aus der Türkei.

## Geschichte
Schon im Mittelalter war die armenische Bevölkerung in den verschiedenen deutschen Territorien und Fürstentümern nur sehr klein. Im benachbarten Polen-Litauen gab es dagegen größere armenische Gemeinden in wichtigen Handelsstädten, namentlich auch in den im Norden gelegenen Städten Danzig und Thorn. Im Zuge mehrerer Teilungen Polens am Ende des 18. Jahrhunderts gelangten Gebiete mit armenischer Minderheit auch unter preußische Kontrolle. Im Zuge der napoleonischen Eroberungen schrumpfte das preußische Staatsgebiet wieder, konnte sich jedoch nach dem Wiener Kongress 1815 erneut auch auf Kosten Polens ausdehnen. In der Historisch-statistischen Übersicht sämmtlicher Provinzen und Bestandtheile der Preussischen Monarchie von 1820 beispielsweise wird in der Folge berichtet, dass „in den östlichen Provinzen“ Preußens auch Armenier leben würden, allerdings "in zerstreuten Wohnsitzen [...] ohne eigene Gemeinden zu bilden".
Einzelne namhafte Deutsche bereits des 19. und 20. Jahrhunderts besaßen (zum Teil) eine armenische Abstammung. Dazu zählen etwa der Orientalist Friedrich Carl Andreas (1846–1930), dessen Vater aus einem alten armenischen Königsgeschlecht stammte und seinen Familiennamen Bagratuni ablegte, oder der Mitbegründer des Tchibo-Konzerns Carl Tchiling-Hiryan (1910–1987), dessen armenischer Vater in Aydın im Westen der Türkei geboren wurde. Schon für das frühe 18. Jahrhundert gibt es eine armenische Abstammungslegende: Der Begründer des bayerischen Adelsgeschlechts Aretin, Johann Baptist Christoph Aroution Caziadur, soll laut einem Taufschein 1706 als Sohn des vor den Persern geflüchteten armenischen Kleinfürsten Baldazar Caziadur und dessen Ehefrau Gogza aus dem Haus der Fürsten von Qarabagh, in Konstantinopel geboren worden sein.
Die erste armenische Organisation in Deutschland war die Armenische Kolonie von Berlin, gegründet um 1923. Bis zum Jahre 1975 wurden armenische Vereinigungen in Hamburg, Berlin, Köln, Frankfurt am Main, Stuttgart und München etabliert. In den 1980er Jahren wurden andere Vereinigungen in Bremen, Braunschweig, Bielefeld, Duisburg, Neuwied, Bonn, Hanau, Eppingen, Nürnberg, Kehl und an anderen Orten deutschlandweit gegründet.
Zurzeit leben über 25.000 eingebürgerte Armenier und 15.000 asylsuchende Armenier in der Bundesrepublik Deutschland. Sie konzentrieren sich auf Mecklenburg-Vorpommern, von denen viele armenische Asylbewerber sind, die direkt aus Armenien kommen und für welche die armenisch-apostolische Kirche Gottesdienste, Taufen, Bibellesungen und Gemeinschaftshilfe leistet. Die Diözese von Deutschland trägt die Kosten für die Unterstützung der Armenier aus dem postsowjetischen Armenien und betrachtet diese Dienste als Teil ihrer Mission.
In den 2010er Jahren gab es Medienberichte über Strukturen der organisierten Kriminalität unter einigen armenischen Einwanderern, vor allem im Raum Erfurt. Laut dem MDR Thüringen sind diese Gruppen eng mit dem kriminellen Rockermilieu vernetzt. Deutsche Sicherheitsbehörden und die Bundesregierung betrachten die von armenischen Staatsangehörigen dominierten Strukturen der organisierten Kriminalität ausschließlich als Teil der Russisch-Eurasischen Organisierten Kriminalität (REOK). Die Berichterstattung wurde als stigmatisierend kritisiert.

## Deutschland und der Völkermord an den Armeniern
Am 2. Juni 2016 beschloss der Deutsche Bundestag mit einer Gegenstimme und einer Enthaltung fraktionsübergreifend die Resolution „Erinnerung und Gedenken an den Völkermord an den Armeniern und anderen christlichen Minderheiten in den Jahren 1915 und 1916“. Der Bundestag bedauerte ebenfalls die „unrühmliche Rolle“ des Deutschen Reiches, das als militärischer Hauptverbündeter des Osmanischen Reichs trotz eindeutiger Informationen über den Völkermord an den Armeniern „nicht versucht hat, diese Verbrechen gegen die Menschlichkeit zu stoppen.“

## Persönlichkeiten
- Arthur Abraham, Boxer
- Susianna „Susi“ Kentikian, Boxerin